# Дългоопашато бодливо свинче
Дългоопашатото бодливо свинче (Trichys fasciculata) е вид гризач от семейство Бодливи свинчета (Hystricidae). Видът не е застрашен от изчезване.

## Разпространение и местообитание
Разпространен е в Бруней, Индонезия (Калимантан) и Малайзия (Сабах и Саравак).
Обитава гористи местности, пустинни области, влажни места, пещери, ливади, храсталаци, савани, блата, мочурища и тресавища в райони с тропически и субтропичен климат, при средна месечна температура около 24,6 градуса.

## Описание
На дължина достигат до 41,5 cm, а теглото им е около 1,8 kg.
Продължителността им на живот е около 10,1 години. Популацията на вида е стабилна.